# قائمة الأفلام المصرية سنة 1933
هذه قائمة بالأفلام المصرية لسنة 1933 مرتبة أبجديا
| اسم الفيلم     | إخراج وكتابة                                | بطولة                                                                                | مصدر  |
| -------------- | ------------------------------------------- | ------------------------------------------------------------------------------------ | ----- |
| الزواج         | - اخراج : فاطمة رشدي - تاليف : فاطمة رشدي   | - فاطمة رشدي - محمود المليجي - حكمت فهمي - علي رشدي - نجمة إبراهيم - عزيز عيد        | [ 1 ] |
| كفرّى عن خطيئتك | - اخراج : عزيزة أمير - تاليف : ألبير بدريوز | - زينب صدقي - عزيزة أمير - محمود صلاح الدين - توفيق المردنلي - زكي رستم              | [ 2 ] |
| الوردة البيضاء | - اخراج : محمد كريم - تاليف : محمد كريم     | - محمد عبدالوهاب - دولت أبيض - سميرة خلوصي - سليمان نجيب - زكي رستم - محمد عبدالقدوس | [ 3 ] |